# Blomstermåla IK
Blomstermåla IK ist ein schwedischer Fußballverein aus Blomstermåla. Die Mannschaft spielte mehrere Spielzeiten in der zweithöchsten Spielklasse des Landes.

## Geschichte
Zunächst unterklassig antretend gelang der Mannschaft des 1928 gegründeten Blomstermåla IK 1940 der Aufstieg in die dritte Liga, dem 1944 der Durchmarsch in die Zweitklassigkeit folgte. Als Tabellensechster im ersten Jahr im Mittelfeld der Liga platziert, stieg der Klub im Folgejahr nach nur einem Saisonsieg als Tabellenletzter gemeinsam mit Limhamns IF ab. Auch in der Spielzeit 1946/47 im hinteren Tabellenbereich wurde die Mannschaft Opfer einer Ligareform und direkt in die Viertklassigkeit durchgereicht.
Erneut lange Zeit im unterklassigen Ligabereich aktiv, kehrte Blomstermåla IK am Ende der Spielzeit 1965, in der die Mannschaft in 22 Spielen 99 Tore erzielte und mit 18 Siegen aus 22 Spielen ihre Viertligastaffel dominierte, in die dritte Liga zurück. Hier setzte sie sich auf Anhieb im vorderen Tabellenbereich fest und stieg 1968 als Staffelsieger vor Emmaboda IS abermals in die zweite Liga auf. Die Stippvisite dauerte nur eine Spielzeit, neben IK Atleten und Sölvesborgs GoIF stand der Klub am Saisonende auf einem Abstiegsplatz. Dem Abstieg folgte jedoch der direkte Wiederaufstieg und dieses Mal hielt sich der Klub zunächst in der Liga. Jeweils gegen den Abstieg spielend belegte er Plätze im hinteren Tabellenbereich. 1973 fehlten vier Punkte auf den von IK Sleipner belegten letzten Nicht-Abstiegsplatz zum Klassenerhalt, der Absteiger gewann jedoch seine Staffel und setzte sich in der Aufstiegsrunde als Tabellenerster durch. Mit vier Saisonsiegen wies der Klub in der Spielzeit 1975 neun Punkte Rückstand auf das rettende Ufer auf und verabschiedete sich mit Västra Frölunda IF und Skövde AIK aus der zweiten Liga.
Blomstermåla IK hielt sich nach dem Abstieg nur zwei Jahre in der dritten Liga und etablierte sich anschließend im mittleren Tabellenbereich seiner Viertligastaffel. 1986 wurde der Verein im Rahmen einer Ligareform in die Fünftklassigkeit zurückgestuft. Damit verabschiedete sich der Klub vom höherklassigen Fußball, einzig 1993 spielte die Mannschaft für eine Spielzeit in der vierten Liga. 